# Hechtia guatemalensis
Hechtia guatemalensis är en gräsväxtart som beskrevs av Carl Christian Mez. Hechtia guatemalensis ingår i släktet Hechtia och familjen Bromeliaceae. Inga underarter finns listade i Catalogue of Life.